# قاراچی، خاچماز
قاراچی (به ترکی آذربایجانی: Qaraçı) یک منطقه مسکونی در جمهوری آذربایجان اسن که در شهرستان خاچماز و واقع شده‌است. قاراچی ۷۸۵ نفر جمعیت دارد. دهیاری قاراچی شامل روستاهای قاراچی، چخماقلی، لامان و قاراقاشلی است.